# Bart Starr
Pour les articles homonymes, voir Starr.
Vous lisez un « article de qualité » labellisé en 2017.
Pro Football Hall of Fame 1977
(en) Statistiques sur pro-football-reference
Bryan Bartlett Starr, dit Bart Starr, né le 9 janvier 1934 à Montgomery en Alabama et mort le 26 mai 2019 à Birmingham, est un joueur et entraîneur de football américain de nationalité américaine.
Il est connu pour être l'un des meilleurs quarterbacks de l'histoire de la National Football League et le vainqueur des deux premiers Super Bowls de l'histoire (I et II) lors desquels il est élu meilleur joueur.
Après quatre saisons à l'université de l'Alabama, marquées par une grave blessure au dos, Starr est sélectionné à la 200e position (dix-septième tour) en 1956 par les Packers de Green Bay. Les premières saisons sont compliquées jusqu'à ce qu'il gagne définitivement sa place de titulaire dans la franchise du célèbre Vince Lombardi en 1960. Bart Starr reste fidèle à Lombardi pendant toute sa carrière, menant et dirigeant ses équipes comme un général. Il est récompensé avec trois titres de champion de la NFL en 1961, 1962 et 1965 et les deux premiers titres au Super Bowl.
Le titre de meilleur joueur (MVP) de la saison 1966 de la NFL met en avant le talent individuel de Bart Starr. Sélectionné à quatre reprises au Pro Bowl (1960, 1961, 1962 et 1966) et élu deux fois dans l'équipe All-Pro (1961 et 1966), il fait partie de l'équipe NFL de la décennie 1960. En 1977, celui qui est surnommé Bart the Cool pour son calme et son efficacité est intronisé au Pro Football Hall of Fame. Son numéro 15 est retiré par les Packers.
Après sa retraite sportive, il devient entraîneur principal des Packers de 1975 à 1983. Ses résultats à la tête de l'équipe ne sont pas à la hauteur des attentes. Avec une seule qualification en phase finale, lors de laquelle son équipe est éliminée dès le deuxième tour, Starr n'égale pas ses performances de joueur durant l'ère des Packers au cours des années 1960.

## Biographie

### Jeunesse
Bryan Bartlett Starr naît le 9 janvier 1934 à Montgomery, Alabama. Son deuxième prénom, Bartlett, lui est nommé en l'honneur de l'obstétricien Haywood Bartlett, qui le met au monde. Ses parents, Benjamin Bryan Starr et Lula Inez Tucker, se marient en octobre 1932, quinze mois avant sa naissance. Son père est successivement forgeron, mécanicien automobile et soudeur.
Bart Starr grandit dans la pauvreté, dans un double contexte de provincialisme et de racisme en vigueur dans le Sud des États-Unis dans les années 1930. Son enfance est marquée par des difficultés. Il vit les premières années de sa vie à Birmingham dans l'Alabama. À trois ans, il déménage avec sa famille à Columbia dans le Tennessee, où son père travaille pour l'entreprise chimique Monsanto. Trois ans plus tard, la famille Starr est de retour à Birmingham où son père devient contremaître sur des routes en travaux de l'État, il y surveille des prisonniers. Peu après le début de la Seconde Guerre mondiale, son père, réserviste, est réquisitionné. La famille doit déménager à Gainesville en Floride. En 1942, Ben Starr est affecté dans l'océan Pacifique. D'abord dans l'Army, il est transféré dans l'Air Force pendant la Guerre.
La relation entre Bart et son père est difficile, ce dernier lui préférant ouvertement son jeune frère, Hilton « Bubbly » Starr, de deux ans son cadet. En 1947, Bubbly bute sur un os de chien alors qu'il joue dans le jardin. L'os lui perce le talon, provoque une infection qui entraîne, trois jours plus tard, la mort de Bubbly du tétanos,. Bart, inséparable de son jeune frère, se sent seul à la suite de cette perte. Sa relation avec son père se détériore. Enfant introverti, il montre peu ses émotions alors que son père le pousse à s'extérioriser, lui expliquant qu'il ne peut exceller athlétiquement sans avoir du tempérament.
Son père s'implique dans son éducation, passe de nombreuses heures à jouer au baseball avec lui et l'emmène voir tous les matchs de l'équipe de ligue mineure de Montgomery. Il permet à Bart d'y devenir ramasseur de balles,. Bart Starr ne commence à jouer au football américain qu'à l'adolescence, alors qu'il est scolarisé en 8th grade. Il joue alors dans le backfield.
Alors que l'équipe du lycée de Sidney Lanier finit la saison invaincue, les qualités de meneur de Bart Starr, ses compétences en attaque et en défense, et même sur les punts, attirent les regards sur lui. Pendant l'été de l'année 1951, son entraîneur Bill Moseley, lui trouve un mentor en la personne du quarterback des Wildcats du Kentucky Babe Parilli. Désormais capitaine, Starr commence la saison avec Lanier par onze victoires consécutives. Il est sélectionné dans les équipes regroupant les meilleurs joueurs lycéens de la saison et est sollicité par de nombreuses universités du Sud des États-Unis.

### Carrière universitaire

Schéma représentant la formation Split T qui met en avant le jeu de course des running backs aux dépens des qualités de passe de Bart Starr.
Légende :
QB : quarterback
HB : halfback et FB : fullback
TE : tight end
C = centre
LT et RT : offensive tackle gauche et droit
LG et RG : offensive guard gauche et droit.

Vivement convoité par de nombreuses universités, le premier choix de Bart Starr est l'université du Kentucky où l'entraîneur Bear Bryant et l'quarterback Babe Parilli, son mentor, l'attendent. Sa rencontre avec Cherry Louis Morton va influencer sa décision. Son amour de jeunesse s'est déjà inscrit à l'université d'Auburn, dans l'Alabama. Pour donner toutes les chances à sa relation naissante avec Cherry, le joueur décide de s'engager avec l'université de l'Alabama et son programme de football américain, les Crimson Tide de l'Alabama.
Pour compenser les absences liées à la guerre de Corée, les débutants sont autorisés à jouer au football américain lors de la saison 1952. Starr tente de gagner sa place sur le terrain mais n'est pas à son aise dans la formation Split T qui oblige le quarterback à courir autant qu'à passer la balle. Bart n'est qu'à la troisième place dans la hiérarchie des quarterbacks de l'université. Son père lui conseille d'envisager une carrière dans le baseball, alors le sport majeur des États-Unis, mais Bart préfère se déplacer jusqu'à Auburn pour voir sa petite amie Cherry plutôt que s'entraîner au baseball.
Lors de sa deuxième saison avec les Crimson Tide, en 1953, Bart Starr porte le numéro 10 et est titulaire aux postes de quarterback, d'arrière défensif et de punter. Il termine l'année avec 59 passes complétées sur 119 tentatives pour 870 yards de gain total sur le terrain et 8 touchdowns inscrits. Starr est également le deuxième meilleur punter du pays avec 41,4 yards par coup de pied. Il termine la saison par une défaite lors du Cotton Bowl contre les Owls de Rice sur le score de 28 à 6.
Pendant l'été 1954, lors d'un bizutage pour entrer dans la fraternité « A-Club » de l'université, il est passé à tabac et est blessé au dos,,. Il justifie cette blessure en inventant une histoire : il se serait blessé en puntant un ballon de football américain. Ses médecins pensent qu'il ne peut plus jouer. Malgré la blessure, il revient sur les terrains mais son temps de jeu est limité ; il tente seulement 41 passes au cours de la saison. Cette blessure lui évite le service militaire et le gêne pendant toute sa carrière de joueur de football américain.
La dernière saison universitaire de Bart Starr dans l'Alabama est remplie d'échecs. Son nouvel entraîneur le contraint à jouer dans une formation en Split T alors qu'il n'a pas toutes ses capacités physiques. Le joueur commence à perdre confiance en lui ; il se blesse sévèrement à la cheville et ne peut plus réaliser de coups de pied. Selon son entraîneur, le jeu de Bart Starr est trop spécialisé pour son poste, ce qui lui vaut de perdre sa place de titulaire. À l'heure de devenir professionnel, il est remplaçant d'une équipe qui sort d'une saison avec dix défaites en dix rencontres,.

### Carrière professionnelle

#### Sélection et apprentissage aux Packers de Green Bay (1956-1958)

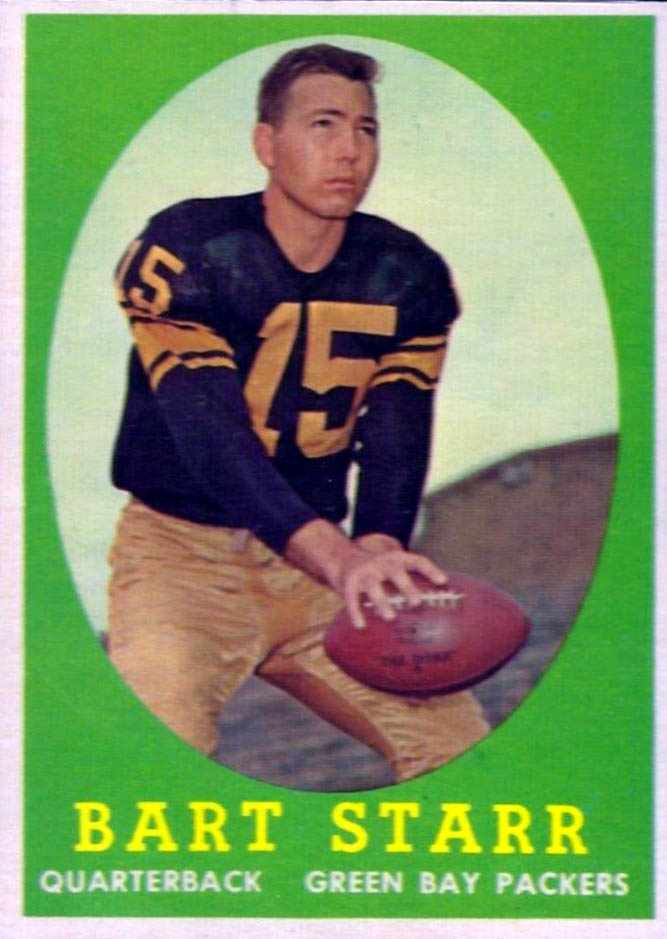
La carte Topps du quarterback Bart Starr en 1958.

À la sortie de l'université, peu d'équipes professionnelles s'intéressent à Bart Starr. Le match Blue-Gray est alors une occasion pour se montrer aux recruteurs de la National Football League, d'autant plus qu'il est l'un des seuls événements de football américain télévisés après la fin de la saison universitaire,. Paul Dietzel, qui a essayé de recruter Starr pour l'université du Kentucky, entraîne son équipe lors de cette rencontre des meilleurs joueurs. De rancœur, l'entraîneur laisse le joueur qui lui a préféré l'université de l'Alabama sur le banc pendant toute la partie. Bart Starr voit à nouveau diminuer ses chances d'être recruté,.
L'entraîneur principal de l'équipe de basket-ball d'Alabama, Johnny Dee, aime bien Bart Starr et souhaite l'aider à entrer dans la ligue majeure. Il téléphone à Jack Vainisi, directeur du développement des joueurs des Packers de Green Bay et encense Starr en le décrivant comme « un bon passeur, un brillant jeune homme et un excellent étudiant »,. Vainisi donne une chance à Starr et le sélectionne au 17e tour en tant que 200e sélection,.
Bart Starr est courtisé par l'équipe de la Ligue canadienne de football d'Hamilton mais souhaite intégrer l'équipe de Green Bay. Il signe un contrat de 6 500 dollars, dont mille dollars à la signature pour payer les soins médicaux de sa compagne qui vient de faire une fausse couche,.
Pour se préparer pour le camp des Packers avant la saison 1956, Starr lance des ballons dans des pneus et étudie les statistiques et rapports des matchs de la saison précédente de l'équipe. Lors de son arrivée aux Packers, il découvre les conditions de travail dans la National Football League : la franchise s'entraîne et joue sur le terrain du lycée Green Bay East, les repas sont fournis par une cafétéria et le vestiaire est dans une petite pièce. Les Packers lui attribuent le numéro 42 car l'équipe ne pense pas qu'il puisse intégrer l'effectif,,.
Le quarterback vétéran, Tobin Rote, dirige l'équipe tandis que le débutant et silencieux Starr apprend le jeu. Ce dernier participe aux rencontres amicales d'avant-saison et gagne sa place dans l'effectif. Son concurrent Paul Held n'est pas conservé dans l'effectif. Il lui est alors donné le numéro 15. Remplaçant, Bart Starr ne lance que 44 passes  lors de sa première saison pour l'équipe des Packers qui termine l'année avec un bilan de 4 victoires et 8 défaites. Starr marque cependant les deux premiers touchdowns de sa carrière.
À la fin de la saison 1956, Bart Starr arrive à maîtriser les différents jeux offensifs des Packers de Green Bay et s'est familiarisé aux jeux défensifs de ses adversaires. Son entraîneur doute toujours de la force de son bras et n'est pas entièrement convaincu. Les Packers choisissent avec leur premier choix de la draft 1956 de la NFL le quarterback vainqueur du trophée Heisman, Paul Hornung, reléguant Starr au statut de remplaçant du remplaçant. Hornung se montre rapidement décevant au poste de quarterback, ayant de fortes lacunes à lancer le ballon, et doit changer de poste pour celui de halfback.
Pendant l'inter-saison, Bart Starr vend des pneus en complément de salaire. En juillet 1957, un jour avant le début du camp de pré-saison, Tobin Rote est échangé et envoyé aux Lions de Détroit. En échange, les Packers reçoivent Babe Parilli, l'mentor de Starr. Durant la saison, Starr et Parilli se partagent le temps de jeu. Bart améliore néanmoins ses statistiques, lançant pour 1 489 yards de gains et huit touchdowns. Cependant, il ne complète que 57 passes sur 215 tentatives et se fait intercepter à dix reprises.
En 1958, Bart Starr partage toujours le jeu offensif avec Parilli. Il joue de bonnes parties, notamment contre les Lions lors de la deuxième rencontre, mais sa saison vire à la catastrophe. Il doit quitter à plusieurs reprises le terrain à cause de blessures, se fait intercepter à de nombreuses reprises et participe à la pire défaite de l'histoire des Packers sur le score de 56 à 0 contre les Colts de Baltimore. Les Packers terminent la saison sur un bilan d'une victoire, un match nul et dix défaites. L'entraîneur Ray McLean est remercié et remplacé par un homme de 45 ans d'origine italienne, Vince Lombardi.

#### Adaptation aux méthodes de Vince Lombardi (1959-1960)

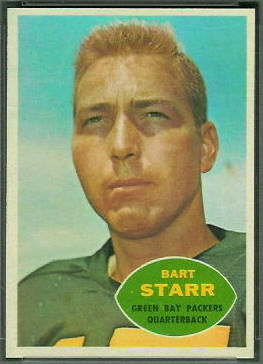
La carte Topps du quarterback Bart Starr en 1960.

Lors de son arrivée aux Packers de Green Bay, Vince Lombardi étudie les rencontres et trouve de nombreuses qualités au jeu de Bart Starr. Plus que des nouvelles tactiques, Lombardi apporte une nouvelle mentalité à l'équipe et un esprit vainqueur. Il ne fait cependant pas tout de suite confiance à Starr, et recrute Lamar McHan pour commencer la saison 1959 comme quarterback,. Starr disparaît rapidement, dans l'ombre des débuts victorieux de Lombardi et McHan,. Lors du cinquième match de la saison, McHan se blesse à l'épaule et même s'il essaie de jouer la semaine suivante contre New York, il ne peut plus lancer. Lombardi demande à Joe Francis de jouer et laisse Starr sur le banc.
Lors de la rencontre suivante contre Chicago, McHan se blesse à nouveau et Bart Starr obtient sa chance. Son retour ne se passe pas bien, Starr déçoit et ne complète que 3 passes sur 10 dans une défaite. Contre les Colts de Baltimore une semaine plus tard, il lance 40 passes mais ne trouve que 14 fois ses receveurs. La nouvelle défaite n'empêche pas Lombardi de continuer à le faire jouer, et ce choix paie. Bart Starr marque deux touchdowns lors d'une victoire sur la marque de 21 à 0 contre Washington. Il multiplie les performances de premier rang, l'équipe termine la saison par une large victoire de 36 points à 14 contre les 49ers. Vince Lombardi décrit le jeu comme « brillant ». Les Packers finissent la saison 1959 avec un bilan positif et Bart Starr en tant que quarterback titulaire.
Avant le début de la saison 1960, Starr étudie le jeu du quarterback des Colts de Baltimore Johnny Unitas. Il entraîne la défaite de son équipe lors du match d'ouverture contre les Bears de Chicago en lançant une mauvaise passe qu'interceptent ses adversaires et leur permet d'inscrire un coup de pied décisif. Lombardi le remplace immédiatement par McHan pour le deuxième match de la saison et les deux suivants pour autant de victoires. Lors du cinquième match de la saison, Lombardi offre une occasion à Starr au retour des vestiaires. Il marque un touchdown sur une longue passe pour Boyd Dowler et obtient la victoire. Après cette rencontre, Vince Lombardi le confirme comme titulaire indiscutable des Packers. Malgré l'enchaînement de défaites, Lombardi tient parole. Avec une victoire finale 41 à 13 contre les Bears avec une excellente sortie de Starr : 17 sur 23 passes avec 218 yards de gains et deux touchdowns inscrits, Green Bay est premier à égalité avec les Colts de Baltimore et les 49ers de San Francisco. Le quarterback termine la saison avec un total de 4 touchdowns marqués.
Les Packers se qualifient pour la finale de la National Football League et sont opposés aux Eagles de Philadelphie. L'entraîneur principal des Giants, Jim Lee Howell, estime que « les Packers sont une meilleure équipe que Philadelphie mais ils ont une petite faiblesse au poste de quarterback »,. Lors de cette finale, le terrain est glacé et glissant, ce qui empêche les Packers de jouer à la course et les force à utiliser le jeu de passe de Starr. Pendant la rencontre, Bart Starr manque plusieurs occasions de marquer des touchdowns et montre une incapacité à lancer de longues passes. Il inscrit un touchdown sur une passe de 7 yards pour Max McGee mais échoue lors du dernier drive. Les Packers s'inclinent sur le score de 17 à 10.

#### Une domination presque sans partage (1961-1965)

##### Premier et deuxième titres NFL

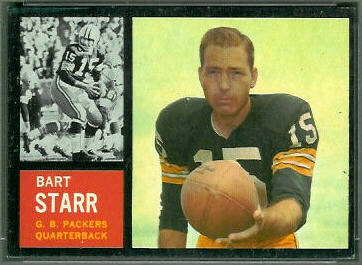
La carte Topps du quarterback Bart Starr en 1962.

Vince Lombardi confirme sa confiance en Starr au début de la saison 1961, et transfère Lamar McHan aux Colts de Baltimore en échange d'un choix de draft. La saison est désormais longue de 14 matchs à la suite de l'entrée des Vikings du Minnesota dans la ligue. Lors de la première rencontre de la saison, Starr lance deux interceptions et son équipe est dominée par les Lions de Détroit. Le joueur se relance ensuite avec des succès contre les 49ers, les Bears et les Colts. Malgré le fait qu'il joue la première partie de la saison avec une déchirure musculaire abdominale, Bart mène l'équipe à une large victoire 49 à 17 contre les Browns de Cleveland puis à deux autres succès consécutifs contre les Vikings du Minnesota. Alors à six victoires pour une défaite, les Packers perdent une rencontre contre les Colts 45 à 21. Il marque trois touchdowns contre Los Angeles la semaine suivante et continue à être efficace permettant à son équipe de terminer la saison avec un bilan de 11 victoires et trois défaites, se qualifiant ainsi pour la finale de la NFL. Bart Starr termine la saison régulière avec 16 touchdowns marqués, 16 interceptions, une évaluation de 80,3 et est nommé avec Johnny Unitas comme quarterback de la conférence Ouest dans le Pro Bowl.
Le match pour le titre oppose les Packers de Green Bay aux Giants de New York. Bart Starr réalise, selon Vince Lombardi, « une performance de champion » et lance trois touchdowns à la passe, complète 10 de ses 17 passes tentées, et dirige les Packers à une large victoire 37 à 0,. Champion, Bart Starr commence à voir la relation avec son père s'améliorer, ce dernier pleurant en voyant son fils fêter son succès avec sa femme et sa mère.
Avec ses principaux receveurs Boyd Dowler et Max McGee, Bart Starr poursuit sa domination lors de la saison 1962. Après six succès en matchs amicaux avant le début de la saison, les Packers enchaînent avec une longue série de dix rencontres consécutives sans revers pour commencer l'année, dont une victoire 49 à 0 contre leurs rivaux de Chicago,. Cette série et l'attaque de Bart sont arrêtées par la défense de Détroit qui plaque à onze reprises le quarterback des Packers. De nouveau champion de la conférence, Bart Starr retrouve les Giants de New York en finale de la National Football League. Les Giants sont en finale pour la quatrième fois en cinq ans et n'ont toujours pas remporté le titre. Dans un fort vent frais, Starr mène les Packers à un succès 16 à 7,. Ce titre récompense une saison exceptionnelle de Green Bay avec une seule défaite et une marge de 19,1 points de plus que leur adversaire par match.

##### Blessure et défaites
La saison 1963 commence difficilement pour les Packers de Green Bay. Battus par une équipe de joueurs universitaires en pré-saison, et par la défense des Bears de Chicago qui masque ses schémas défensifs pour que Starr ne puisse s'adapter, les champions en titre perdent en plus Paul Hornung, suspendu pour une affaire de paris illégaux. Lors du sixième match de la saison, contre les Cardinals de Saint-Louis, Bart Starr court hors de sa poche et, poursuivi par le défenseur Jim Hill, perd l'équilibre et se casse la main droite en tombant dessus. John Roach remplace alors Starr au poste de quarterback pour le reste de la saison. Les Packers ayant concédé une défaite de plus que les Bears de Chicago, Starr et son équipe manquent la finale NFL malgré une série de huit victoires consécutives.
Bart Starr est plus que jamais le meneur offensif des Packers de Green Bay lors de la saison 1964. Il domine les airs, terminant avec une exceptionnelle évaluation de quarterback de 97,1, 59,9 % de passes complétées, 15 touchdowns inscrits pour seulement 4 interceptions. Malgré les fortes attentes autour de l'équipe et le retour de suspension de Paul Hornung, les Packers déçoivent. Les nombreux coups de pied manqués par Hornung coûtent à l'attaque de Starr et des Packers qui perdent cinq rencontres et manquent la finale.

##### Troisième finale de championnat remportée
Alors que le City Stadium est renommé Lambeau Field, Starr commence la saison 1965 avec quatre victoires consécutives contre les Steelers de Pittsburgh, les Colts de Baltimore, les Bears de Chicago et les 49ers de San Francisco. Lors du cinquième match contre les Lions de Détroit, les Packers de Green Bay sont dominés 21 à 3 à la mi-temps. Après le retour des vestiaires, la défense et Bart Starr élèvent leur niveau de jeu. Le quarterback marque trois touchdowns sur des passes de 62 yards, 31 yards et 77 yards,. Au classement, les Packers sont derrière les Colts de Baltimore jusqu'à ce que Johnny Unitas se blesse en 12e semaine. Lors d'un match décisif entre les deux équipes, Bart Starr et son équipe s'imposent aisément, aidés par les cinq touchdowns à la course de Paul Hornung, sur le score de 42 à 27. La variation entre courses et passes complétées pour Hornung et Boyd Dowler permet à Bart the Cool de mener une attaque efficace. L'évaluation de Bart Starr s'élève à nouveau à des niveaux historiques à 89,0 et il dépasse les 2 000 yards à la passe. Après un match nul contre les 49ers, les Packers terminent la saison sur un bilan de 10 victoires, 3 défaites et 1 match nul. Les Colts finissent avec le même bilan ; entraînant une rencontre de barrage pour départager les deux équipes.
Ce barrage contre les Colts de Baltimore tourne court pour Bart Starr, blessé sur un contact après avoir lancé une passe complétée pour Bill Anderson. Starr doit être porté pour quitter le terrain. Il a une côte cassée et ne peut plus lever son bras droit au-dessus de son épaule. Son remplaçant Zeke Bratkowski mène difficilement l'attaque mais arrive à obtenir la prolongation à la suite d'un coup de pied de Don Chandler assisté par Bart Starr qui lui tient le ballon. Ces trois points sont accordés aux Packers alors que la balle passe à droite des poteaux. Une nouvelle pénalité de Chandler en prolongations permet aux Packers de se qualifier pour la finale de la National Football League.
Opposé aux Browns de Cleveland, dans des conditions météorologiques difficiles, Bart Starr commence la finale 1965 de la NFL par une série de courtes passes pour Jim Taylor et Paul Hornung. Il feinte ensuite la passe pour Hornung et lance une longue passe pour Carroll Dale qui inscrit le premier touchdown de la rencontre. Souffrant aux côtes, il grimace à de nombreuses reprises lorsque les défenseurs des Browns le percutent. Malgré la douleur, il mène l'attaque, surtout par le jeu de course, à une victoire 23 à 12 pour remporter son troisième titre de la National Football League en cinq saisons,.

#### Starr, étoile des deux premiers Super Bowls (1966-1967)

##### Meilleur joueur et vainqueur du Super Bowl I
La saison 1966 de la NFL consacre le talent de Bart Starr. En décembre, lors d'un choc contre les Colts de Baltimore, Bart Starr souffre de douleurs au dos et doit manquer la deuxième mi-temps. En plus d'être le meneur des Packers, il est élu meilleur joueur de l'année. Il termine la saison avec un bilan de 12 victoires pour 2 défaites, 62,2 % de passes complétées, 14 touchdowns inscrit et seulement trois interceptions.
La finale de la NFL oppose les Packers aux Cowboys de Dallas de Tom Landry. Devant 75 000 spectateurs au Cotton Bowl, Bart Starr trouve Elijah Pitts d'abord pour 32 yards puis pour 17 yards et un touchdown. Le quarterback des Cowboys, Don Meredith, répond à Starr et lui donne du fil à retordre. Les deux équipes sont au coude à coude à la mi-temps,. En deuxième mi-temps, Bart Starr confirme son statut de meilleur joueur de la saison. Il avance pour 304 yards à la passe et marque des touchdowns avec trois receveurs différents : Carroll Dale, Boyd Dowler et Max McGee,,. Les Packers remportent leur deuxième titre de champion NFL de suite.
Pour la première fois de l'histoire du football américain, et à la suite de la lutte entre la National Football League (NFL) et l'American Football League (AFL), la première finale entre les deux championnats a lieu en 1966. Cette finale, qui est reconnue comme le premier Super Bowl, se déroule au Los Angeles Memorial Coliseum contre les Chiefs de Kansas City. Favoris contre l'équipe championne de la jeune AFL, Starr et les Packers sont sous pression et ont le support de toute la NFL,. Bart Starr inscrit le premier touchdown de l'histoire du Super Bowl sur une passe de 37 yards pour son receveur Max McGee,. La passe est lancée derrière McGee mais le receveur plonge pour réaliser une réception à une main, se relève et court pour le touchdown. La rencontre est plus serrée que prévu. En troisième tentative et un yard à gagner, Bart Starr envoie une longue passe de 64 yards pour Carroll Dale qui la réceptionne et inscrit un touchdown. En deuxième mi-temps, le quarterback trouve à plusieurs reprises Max McGee, héros surprise de la rencontre et lui donne une passe pour un touchdown de 13 yards,. Starr termine avec 16 passes complétées sur 23 tentatives pour 250 yards gagnés. Il est élu meilleur joueur du premier Super Bowl et reçoit une Corvette cabriolet 1967. Les Packers remportent la rencontre 35 à 10. Après la rencontre, Vince Lombardi dit de Bart Starr : « Il est un bon quarterback et je suis ravi de voir qu'il obtienne finalement la reconnaissance qu'il mérite depuis longtemps »,.

##### Victoires historiques: Ice Bowl et Super Bowl II
Lors du match d'ouverture de la saison 1967, Bart Starr est plaqué quatre fois par Alex Karras, se fait intercepter à quatre reprises, a un pouce douloureux mais réussit à obtenir un match nul contre les Lions de Détroit. Le match suivant est aussi difficile et Starr lance cinq nouvelles interceptions, les Packers remportant tout de même la partie 13 à 10 contre les Bears de Chicago. Il ne souhaite pas parler aux journalistes des blessures qui le handicapent. Une semaine plus tard, Bart Starr se fait percuter au niveau de l'aisselle droite par le linebacker des Falcons d'Atlanta Tommy Nobis et doit quitter ses partenaires,.
Après avoir manqué deux rencontres, Barr Starr revient contre les Giants de New York au Yankee Stadium. Lors de ce retour, il joue blessé, et, malgré la douleur, mène une attaque inarrêtable qui inscrit 38 points en seconde mi-temps dans un succès 48 à 21,. Les difficultés se poursuivent pour Starr qui est frappé à la tête lors du match contre les 49ers de San Francisco et doit sortir du terrain. Le choc le rend amnésique, il ne souvient pas de ce qu'il s'est passé. Après une série de victoires pour finir la saison, l'équipe de Green Bay se qualifie pour la phase finale. Les nombreuses blessures se font sentir dans les statistiques de l'année de Starr, il marque 9 touchdowns et se fait intercepter à 17 reprises. Il ne complète que 54,8 % de ses passes pour seulement 1 823 yards.
Lors de la finale de la conférence ouest, les Packers affrontent les Rams de Los Angeles. Dans ce match, Bart Starr adopte une tactique offensive plus agressive que lors des deux semaines précédentes où il a subi la loi de la défense des Rams,. Il trouve Dale pour un touchdown et réalise sa meilleure performance à la passe de la saison avec 17 passes complétées sur 23 tentatives pour 222 yards,. La victoire par 28 à 7 des Packers les qualifient pour une sixième finale NFL en huit saisons.
En finale de la National Football League, les Packers retrouvent les Cowboys de Dallas le 31 décembre 1967. Le match est l'un des plus froids de l'histoire de la ligue, avec −25 °C, et un vent frais qui donne une température ressentie de −38 °C,. Il reste dans l'histoire comme l'Ice Bowl. Bart Starr réalise une performance historique, marque un premier touchdown de 8 yards pour Boyd Dowler puis un autre de 46 yards pour Carroll Dale,,. Alors que son équipe est menée 17 à 14 et qu'il a déjà été mis au sol à huit reprises, Bart Starr conduit un drive pour la victoire. Il prend son temps pour ne pas rendre la balle aux Cowboys. Alors qu'il reste 20 secondes, il est à 1 yard de la ligne d'en-but de Dallas. Starr annonce une course « 13 Wedge » et choisit de courir lui-même sans en informer son coureur et sa ligne offensive pour marquer un touchdown décisif,,,. Cette action reste comme l'une des plus belles des années 1960,. Les Packers se qualifient pour leur deuxième Super Bowl consécutif.
Lors du Super Bowl II, les Packers affrontent le champion de l'American Football League, les Raiders d'Oakland, au Miami Orange Bowl. Bart Starr montre à nouveau qu'il est présent lors des matchs importants. Il marque un touchdown de 62 yards sur une passe pour Dowler en première mi-temps et continue de dominer en deuxième mi-temps, mener son attaque jusqu'à un touchdown à la course de Donny Anderson. Il termine la rencontre avec 202 yards de gains à la passe, un touchdown et aucune interception. Les Packers gagnent sur le score de 33 à 14 en Super Bowl II et offrent à Vince Lombardi son dernier trophée pour son dernier match à la tête de la franchise de Green Bay. Bart Starr est de nouveau élu meilleur joueur de la rencontre.

#### Après Lombardi et fin de carrière (1968-1972)
Après le départ de Vince Lombardi des Packers de Green Bay, la rigueur dans le vestiaire n'est plus la même. Son remplaçant, Phil Bengtson, laisse plus de libertés à ses joueurs. Bart Starr en profite pour avoir une émission de radio. Étant l'un des sportifs les plus accomplis de son temps, il profite de sa notoriété pour faire ses premières apparences télévisuelles sur CBS dans The Tonight Show de Johnny Carson et dans le programme The Gentle. Le début de la saison 1968 est difficile pour Bart qui se blesse à l'auriculaire, au biceps et aux côtes à nouveau. Il continue à multiplier les blessures, avec un traumatisme crânien et une douleur chronique dans son épaule droite. Entre les différentes blessures, Starr reste quarterback les plus efficaces de la ligue avec 63,8 % de ses passes complétées. Il arrive à inscrire quatre touchdowns dans une seule rencontre contre les Cowboys de Dallas. Touchés par les multiples absences de leur quarterback, les Packers terminent la saison avec le premier bilan négatif depuis une décennie : 6 victoires, 7 défaites et un match nul.
La saison 1969 s'annonce compliquée pour l'attaque des Packers qui ont vu Forrest Gregg, Jerry Kramer et Bob Skoronski prendre leur retraite sportive, laissant un vide dans la ligne offensive. Moins protégé, Starr doit sortir de sa poche et est frappé plus que jamais. En déplacement contre les Steelers de Pittsburgh, Phil Bengston tente de ménager son vétéran en faisant jouer Don Horn, jeune remplaçant de 24 ans, mais ses échecs obligent l'entraîneur à remettre Starr sur le terrain, bien qu'il soit en souffrance à son bras et son épaule. Bart Starr mène l'attaque d'une main de maître pour faire imposer son équipe 38 à 34. Trois semaines plus tard, il se blesse à l'épaule contre les Lions de Détroit, doit être opéré et manque les quatre dernières rencontres de la saison. Starr mène cependant la ligue avec 62,2 % de passes réussies et termine avec 9 touchdowns et 6 interceptions.
La saison suivante commence par une humiliante défaite 40 à 0 contre les Lions à Lambeau Field pour les Packers. Starr réalise une mauvaise performance et est hué par ses supporteurs. Non remis de sa blessure à l'épaule, le joueur doit composer avec un corps qui le lâche. Il inscrit 8 touchdowns dans la saison, les derniers à la passe de sa carrière. Mis sur la touche pour lui éviter de nouvelles blessures, Starr est le dernier joueur restant dans l'effectif de l'équipe ayant remporté le titre en 1961. Son déclin se poursuit en 1971 où il participe à la transition vers de jeunes quarterbacks.
Le 1er juillet 1972, Bart Starr annonce qu'il va jouer une 17e saison NFL malgré la lente récupération de deux opérations au bras. Trois semaines plus tard, le 21 juillet, après avoir consulté plusieurs médecins, il change d'avis et met fin à sa carrière à cause de la douleur causée par ses blessures. Dès sa conférence de presse de fin de carrière, les médias lui demandent s'il est envisage de devenir entraîneur et il répond que « ce serait un bon défi »,.

### Carrière d’entraîneur

#### Entraîneur desquarterbacks(1972)
Dès la fin de sa carrière, les Packers proposent à Bart Starr de se reconvertir en tant qu'entraîneur. Le joueur garde une bonne relation avec son entraîneur principal Dan Devine, et son remplaçant au poste de quarterback, le jeune Scott Hunter. Starr devient entraîneur des quarterbacks. Ensemble, ils remportent le titre de division de la NFC Central en 1972 avec un bilan de 10 victoires pour 4 défaites. À la fin de la saison, Starr quitte son poste pour devenir consultant télévisuel pour la CBS où il reste deux saisons. Il vit alors également de discours, de contrats de promotion de produits mercantiles, des revenus de sa société de distribution à Green Bay et d'un partenariat avec des concessions automobiles dans l'Alabama.

#### Entraîneur principal (1975-1983)
Lorsque Dan Devine quitte le poste d'entraîneur principal des Packers après la saison 1974, Starr revient dans l'organigramme des Packers de Green Bay. Il signe un contrat de trois ans pour les postes d'entraîneur principal et de manager général de l'équipe,. Les attentes sont très importantes et la pression immédiatement élevée pour l'joueur vedette. Comme quarterback historique de la dynastie des Packers et de Vince Lombardi, les 1 728 actionnaires de la franchise attendent des victoires en confiant les reines de l'équipe à Bart. Touchée par les blessures, l'équipe termine les saisons 1979 et 1980 sur des bilans négatifs et se coupe de ces supporteurs. Après un début de saison 1981 médiocre, il mène l'équipe à une série de succès, remporte six de ses huit dernières rencontres et manque de peu les matchs éliminatoires. Il obtient alors une prolongation de contrat de deux saisons et un soutien éphémère de la direction de la franchise. L'équipe de Starr atteint la phase finale en 1982, une saison raccourcie par une grève des joueurs, pour la première et unique fois de sa carrière d'entraîneur. Après la saison 1983, le président des Packers Robert Parins démet Bart Starr et tous ces adjoints de leurs postes d'entraîneurs. Cinq jours plus tard, son coéquipier Forrest Gregg le remplace.
Sans emploi, Bart Starr et sa femme Cherry déménagent à Phoenix où il rejoint un groupe qui espère créer une nouvelle franchise NFL dans la ville lors d'une expansion de la ligue. Ce projet n'aboutit pas et Bart Starr met fin à sa carrière d'entraîneur.

### Vie privée
Bart Starr se marie avec Cherry Louis Morton le 8 mai 1954 dans le secret. Dans les années 1960, le couple Starr contribue à la création et au développement du Rawhide Boys Ranch, un ranch dont l'objet est d'aider les adolescents à problèmes dans le Wisconsin, dans lequel la femme de Bart Starr s'investit activement. Le couple utilise la notoriété du vainqueur du Super Bowl pour collecter des fonds. Bart Starr vend la Corvette cabriolet qui lui est donnée en tant que meilleur joueur du Super Bowl II pour aider à l'achat du terrain du ranch. En 2003, Bart Starr se voit attribuer le AmVets Humanitarian Award, récompensant son action humanitaire pour le ranch.
Ensemble, le couple a deux enfants : Bart Jr. né le 7 octobre 1957 et Bret Michael né le 1er février 1964. Le plus jeune d'entre eux, Bret, a des problèmes d'addiction à la cocaïne alors qu'il vit à Tampa en Floride. Le couple déménage à Clearwater en Floride afin de suivre les soins de leur enfant. Le traitement ne suffit pas, Bret meurt en 1988 à l'âge de 24 ans d'une overdose,. Bart trouve le corps sans vie de son fils dans la maison de la famille. En honneur de leur enfant, la famille crée le Bret Starr Memorial Fund afin d'aider les jeunes hommes du Rawhide Boys Ranch à entrer dans la vie adulte. Après la mort de Bret, Bart Starr et sa femme déménagent à Birmingham pour être plus proche de leur autre fils et de leurs petits-enfants : Shannon, Jennifer, et Lisa,. Bart Starr devient alors président d'une filiale de HealthcareRealty, un fonds d'investissement immobilier.
Bart Starr est un bon golfeur et joue souvent, tout comme son entraîneur Vince Lombardi sur les parcours de Oneida Golf et Riding Club à Green Bay. Il entraîne son fils Bart Jr. dans la compétition et celui-ci obtient une bourse d'études dans le golf à l'université de l'Alabama.
À partir de 2014, Bart multiplie les problèmes de santé. En septembre 2014, il souffre d'une crise et de plusieurs attaques cardiaques. Il est également atteint d'une infection bronchique à l'été 2015, et passe près de la mort. Il peine à marcher et à se nourrir. Une grande partie de ses soins se déroule à Tijuana, au Mexique.
Malgré ces problèmes physiques, Bart Starr arrive néanmoins à assister à la cérémonie qui honore la carrière du quarterback des Packers de Green Bay Brett Favre dont le maillot numéro 4 est retiré,. La cérémonie est retardée d'une année afin que Starr puisse y assister. Son état de santé ne lui permet pas d'assister à la cérémonie lors du Super Bowl 50 qui célèbre tous les meilleurs joueurs de chaque Super Bowl. Il meurt le 26 mai 2019 à Birmingham à l'âge de 85 ans.

## Palmarès et records
Bart Starr a l'un des plus beaux palmarès du football américain. Il a remporté le titre de champion de la National Football League (NFL) à cinq reprises en 1961, 1962, 1965, 1966 et 1967. Starr a complété ses titres en remportant les deux premiers Super Bowls à l'issue des saisons 1966 et 1967 : les Super Bowls I et II. Élu meilleur joueur (MVP) de ces deux éditions, il est le premier à recevoir cette distinction. Starr est également le premier quarterback à remporter trois titres consécutifs de NFL et deux Super Bowls.
À partir du début des années 1960, le talent individuel de Starr est reconnu. Il est sélectionné au Pro Bowl en 1960, 1961, 1962 et 1966. Après son troisième titre en 1965, son rôle dans l'attaque des Packers est mis en avant. Lors de la saison 1966, il est élu meilleur joueur de la NFL et est membre de la première-équipe All-Pro de l'Associated Press. Il a également fait partie de la deuxième-équipe All-Pro de l'Associated Press en 1962 et 1964.
Membre de l'équipe NFL de la décennie 1960, Starr reste comme l'un des meilleurs quarterbacks des années 1960 avec Johnny Unitas, Joe Namath et Len Dawson. Entre les saisons 1963 et 1964, Bart Starr lance 294 passes complétées sans interception, un record de la NFL.
Le 11 novembre 1972, lors d'une rencontre contre les Cardinals de Saint-Louis au Lambeau Field, les Packers retirent le numéro 15 de Starr, faisant de lui le troisième joueur de l'histoire de la franchise à recevoir cet honneur,. Depuis, son nom et son numéro sont présents dans les tribunes du Lambeau Field. Il est également membre du Hall of Fame des Packers. Intronisé au Pro Football Hall of Fame, Bart Starr est également resté comme l'un des meilleurs joueurs de l'histoire du football américain, étant classé au 51e rang des meilleurs joueurs de tous les temps dans le classement de la NFL.

Le numéro 15 de Starr est retiré par les Packers en 1973.
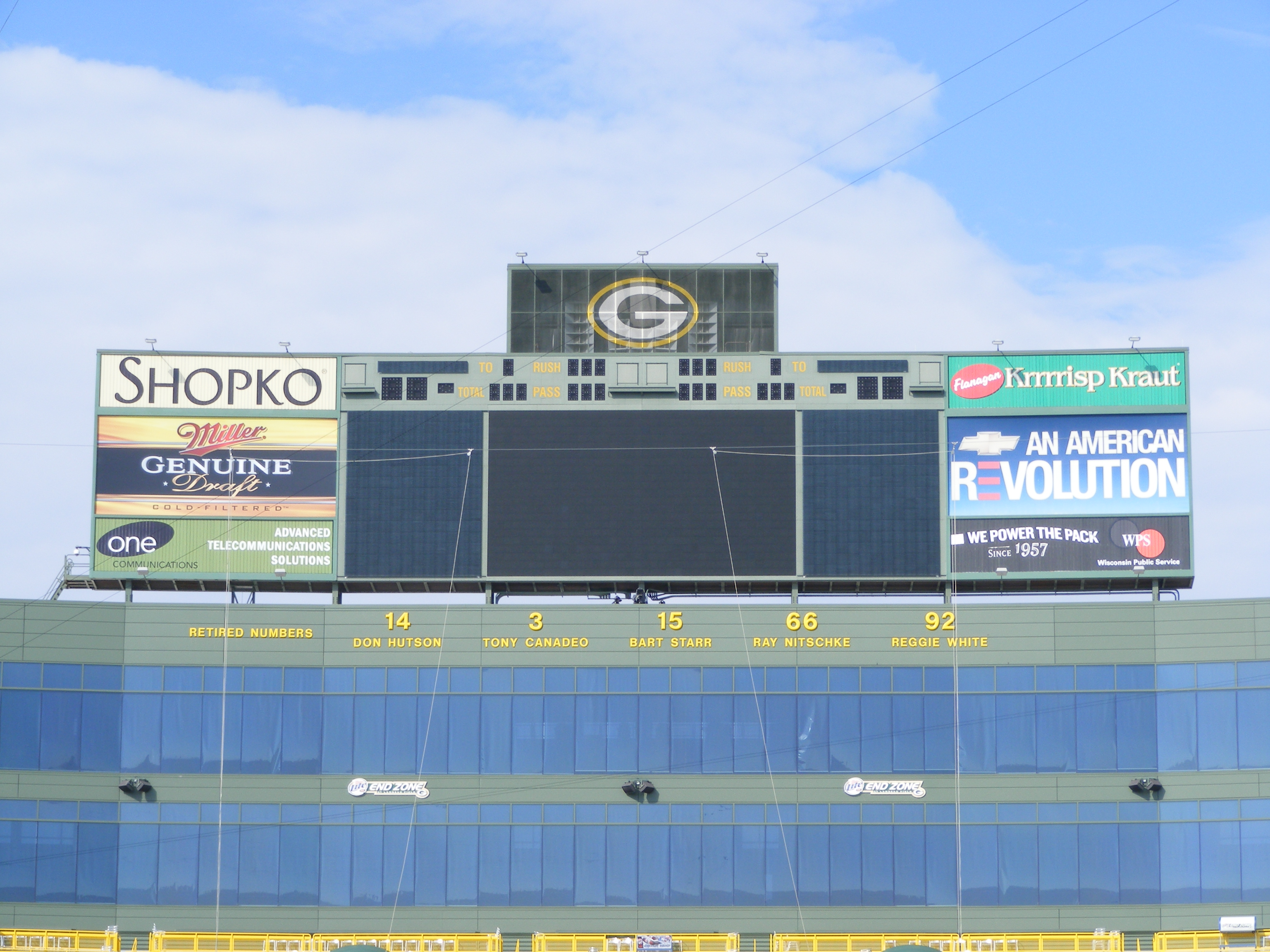
Le numéro 15 de Bart Starr est toujours représenté sur la tribune du Lambeau Field.

## Style de jeu et personnalité
Sur le terrain, l'attaque de Bart Starr est difficile à contrer. Quand il est en forme, il sait tout faire ; des passes courtes, des passes dans le cœur du jeu, des passes longues en profondeur. Si au début de sa carrière, on le pense incapable de faire des passes à longue distance, il prouve au fur et à mesure des saisons qu'il est plus que capable. Il envoie les passes avec précision et vitesse, faisant de lui l'un des quarterbacks les plus difficiles à contrer et l'un des plus efficaces. Dans les années 1960, Bart Starr a le plus faible taux d'interception par passe tentée et en même temps un gain moyen de 7,85 yards par tentative. Au besoin, il sait également courir en dehors de sa poche.
Au début de sa carrière, Bart Starr a peu confiance en lui. Il est même extrêmement timide. Année après année, il s'affirme, arrive à lire les défenses adverses et connaît de mieux en mieux ses partenaires. Starr forge son caractère, mène son équipe et est capable de contrôler ses coéquipiers comme lorsqu'il calme Paul Hornung lors de la finale de la saison 1966. Son jeu est axé sur les feintes de courses pour lancer ensuite des longues passes.
Starr est responsable des choix de jeu, en tant que quarterback, ce qui est, dans les années 1960, une responsabilité liée au poste. Plus que pour ses ajustements offensifs, il a toute la confiance de son entraîneur Vince Lombardi pour choisir quelle action, course ou balle jouer. Starr utilise régulièrement des ajustements offensifs pour s'adapter à la défense. Alors qu'il est calme en dehors des terrains, il est très communicatif dans le jeu, contrôlant le jeu par la parole. Avant de lancer le jeu par un cri « Hut », il donne deux nombres : le premier correspondant au moment du lancement de jeu, le second au numéro de la formation choisie,,. Il est même le seul joueur à pouvoir répondre ouvertement aux critiques de Lombardi sur le bord du terrain.
Pour Bart Starr, la préparation physique est très importante pendant l'inter-saison lors de laquelle il fait des joggings avec Zeke Bratkowski. Il est obsédé par son alimentation qu'il veut la plus diététique possible.

## Starr dans la culture populaire
Le 17 octobre 1970, le président Richard Nixon prononce un discours lors d'une réception en hommage à Bart Starr à Green Bay, dans le Wisconsin : « La meilleure manière dont je puisse présenter Barr Starr à ses amis est de dire simplement que les années 60 seront décrites comme la décennie lors de laquelle le football [américain] est devenu le sport numéro un en Amérique, lors de laquelle les Packers étaient l'équipe numéro une, et Bart Starr était fièrement le Packer numéro 1. »,.
Depuis 1989, le Bart Starr Award est une récompense décernée annuellement à un joueur de la National Football League pour son comportement exemplaire et ses qualités de leader dans sa ville, que ce soit sur le terrain ou dans sa communauté. Bart Starr participe au vote.
Le 6e épisode de la saison 9 de la série télévisée d'animation américaine Les Simpson, intitulé Fou de foot en français, est dans sa version originale appelé Bart Star en hommage au joueur Bart Starr. Il est diffusé pour la première fois aux États-Unis en novembre 1997.
À Green Bay, une route à proximité du Lambeau Field a été renommée « Bart Starr Road ».

## Statistiques

### Joueur
En 196 matchs de saison régulière en tant que joueur, Bart Starr a lancé 152 passes de touchdowns et en a marqué 15 à la course. Le tableau suivant reprend les statistiques complètes de Starr en saison régulière au cours de sa carrière :
| Année  | Équipe               |          | Passes  | Passes | Passes | Passes        | Passes     | Passes  |       | Courses | Courses | Courses | Courses |
| Année  | Équipe               | Réussies | Tentées | Yards  | TD     | Interceptions | Évaluation | Tentées | Yards | Moyenne | TD      |         |         |
| 1956   | Packers de Green Bay | 24       | 44      | 325    | 2      | 3             | 65,1       | 5       | 35    | 7,0     | 0       |         |         |
| 1957   | Packers de Green Bay | 117      | 215     | 1 489  | 8      | 10            | 69,3       | 31      | 98    | 3,1     | 3       |         |         |
| 1958   | Packers de Green Bay | 78       | 157     | 875    | 3      | 12            | 41,2       | 25      | 113   | 4,5     | 1       |         |         |
| 1959   | Packers de Green Bay | 70       | 134     | 972    | 6      | 7             | 69,0       | 16      | 83    | 5,2     | 0       |         |         |
| 1960   | Packers de Green Bay | 98       | 172     | 1 358  | 4      | 8             | 70,8       | 7       | 12    | 1,7     | 0       |         |         |
| 1961   | Packers de Green Bay | 172      | 295     | 2 418  | 16     | 16            | 80,3       | 12      | 56    | 4,7     | 1       |         |         |
| 1962   | Packers de Green Bay | 178      | 285     | 2 438  | 12     | 9             | 90,7       | 21      | 72    | 3,4     | 1       |         |         |
| 1963   | Packers de Green Bay | 132      | 244     | 1 855  | 15     | 10            | 82,3       | 13      | 116   | 8,9     | 0       |         |         |
| 1964   | Packers de Green Bay | 163      | 272     | 2 144  | 15     | 4             | 97,1       | 24      | 165   | 6,9     | 3       |         |         |
| 1965   | Packers de Green Bay | 140      | 251     | 2 055  | 16     | 9             | 89,0       | 18      | 169   | 9,4     | 1       |         |         |
| 1966   | Packers de Green Bay | 166      | 251     | 2 257  | 14     | 3             | 108,3      | 21      | 104   | 5,0     | 2       |         |         |
| 1967   | Packers de Green Bay | 115      | 210     | 1 823  | 9      | 17            | 64,4       | 21      | 90    | 4,3     | 0       |         |         |
| 1968   | Packers de Green Bay | 109      | 171     | 1 617  | 15     | 8             | 104,3      | 11      | 62    | 5,6     | 1       |         |         |
| 1969   | Packers de Green Bay | 92       | 148     | 1 161  | 9      | 6             | 89,9       | 7       | 60    | 8,6     | 4       |         |         |
| 1970   | Packers de Green Bay | 140      | 255     | 1 645  | 8      | 13            | 63,9       | 12      | 62    | 5,2     | 1       |         |         |
| 1971   | Packers de Green Bay | 24       | 45      | 286    | 0      | 3             | 45,2       | 3       | 11    | 3,7     | 1       |         |         |
| Totaux | Totaux               | 1 808    | 3 149   | 24 718 | 152    | 138           | 80,5       | 247     | 1 308 | 5,3     | 15      |         |         |

En 10 matchs de rencontres éliminatoires, le quarterback a lancé 15 passes de touchdowns et en a marqué un à la course. Le tableau suivant reprend les statistiques complètes de Starr en rencontres éliminatoires au cours de sa carrière :
| Année  | Équipe               |          | Passes  | Passes | Passes | Passes        | Passes     | Passes  |       | Courses | Courses | Courses | Courses |
| Année  | Équipe               | Réussies | Tentées | Yards  | TD     | Interceptions | Évaluation | Tentées | Yards | Moyenne | TD      |         |         |
| 1960   | Packers de Green Bay | 21       | 34      | 178    | 1      | 0             | 85,2       | 1       | 0     | 0,0     | 0       |         |         |
| 1961   | Packers de Green Bay | 10       | 17      | 164    | 3      | 0             | 130,9      | 0       | 0     | 0       | 0       |         |         |
| 1962   | Packers de Green Bay | 9        | 21      | 85     | 0      | 0             | 54,7       | 1       | 4     | 4,0     | 0       |         |         |
| 1965   | Packers de Green Bay | 11       | 19      | 157    | 1      | 1             | 80,4       | 0       | 0     | 0       | 0       |         |         |
| 1966   | Packers de Green Bay | 35       | 51      | 554    | 6      | 1             | 135,6      | 2       | -1    | -0,5    | 0       |         |         |
| 1967   | Packers de Green Bay | 44       | 71      | 615    | 4      | 1             | 102,7      | 4       | 23    | 5,8     | 1       |         |         |
| Totaux | Totaux               | 130      | 213     | 1 753  | 15     | 3             | 104,8      | 8       | 26    | 3,3     | 1       |         |         |

### Entraîneur
En 131 matchs de saison régulière en tant qu'entraîneur, Bart Starr en a remporté 52 et en a perdu 76, soit un pourcentage de victoires de 40,8 %. Le tableau suivant reprend les statistiques complètes de Starr saison après saison au cours de sa carrière d'entraîneur :
| Année | Équipe               |        | Saisons régulières | Saisons régulières | Saisons régulières | Saisons régulières | Saisons régulières |        | Séries éliminatoires | Séries éliminatoires                                                            | Séries éliminatoires | Séries éliminatoires |
| Année | Équipe               | Gagnés | Perdus             | Nuls               | % Vict.            | Classement         | Gagnés             | Perdus | % Vict.              | Résultats                                                                       |                      |                      |
| 1975  | Packers de Green Bay | 4      | 10                 | 0                  | 28,6               | 3e de NFC Central  | -                  | -      | -                    | -                                                                               |                      |                      |
| 1976  | Packers de Green Bay | 5      | 9                  | 0                  | 35,7               | 4e de NFC Central  | -                  | -      | -                    | -                                                                               |                      |                      |
| 1977  | Packers de Green Bay | 4      | 10                 | 0                  | 28,6               | 4e de NFC Central  | -                  | -      | -                    | -                                                                               |                      |                      |
| 1978  | Packers de Green Bay | 8      | 7                  | 1                  | 53,1               | 2e de NFC Central  | -                  | -      | -                    | -                                                                               |                      |                      |
| 1979  | Packers de Green Bay | 5      | 11                 | 0                  | 31,3               | 4e de NFC Central  | -                  | -      | -                    | -                                                                               |                      |                      |
| 1980  | Packers de Green Bay | 5      | 10                 | 1                  | 34,4               | 5e de NFC Central  | -                  | -      | -                    | -                                                                               |                      |                      |
| 1981  | Packers de Green Bay | 8      | 8                  | 0                  | 50,0               | 2e de NFC Central  | -                  | -      | -                    | -                                                                               |                      |                      |
| 1982  | Packers de Green Bay | 5      | 3                  | 1                  | 61,1               | 3e de NFC          | 1                  | 1      | 50,0                 | Victoire contre les Cardinals au 1er tour Défaite contre les Cowboys au 2e tour |                      |                      |
| 1983  | Packers de Green Bay | 8      | 8                  | 0                  | 50,0               | 2e de NFC Central  | -                  | -      | -                    | -                                                                               |                      |                      |
| Total | Total                | 52     | 76                 | 3                  | 40,6               | -                  | 1                  | 1      | 50,0                 | -                                                                               |                      |                      |

### Citations originales
1. ↑  « I think the Packers are a better team than Philly, but they are a little weak at quarterback ».
2. ↑  « He's a fine quarterback, and I'm delighted that he's finally getting the recognition he has long deserved ».
3. ↑  « I know that would be a great challenge ».
4. ↑  « But I think the best way that I can present Bart Starr to his friends is to say very simply that the sixties will be described as the decade in which football became the number one sport in America, in which the Packers were the number one team, and Bart Starr was proudly the number one Packer ».